# Gare d’Orange
Gare d’Orange – stacja kolejowa w Orange, w regionie Prowansja-Alpy-Lazurowe Wybrzeże. Znajdują się tu 2 perony.